# Fauvette passerinette
Curruca iberiae
Espèce
Statut de conservation UICN

 LC  : Préoccupation mineure
La Fauvette passerinette (Curruca iberiae) est une espèce migratrice de passereaux appartenant à la famille des Sylviidae.

## Description
La Fauvette passerinette a le ventre de couleur ocre, une petite tache blanche en continuité de son bec, le dos de couleur gris ardoisé, l’œil a un contour rouge et est rouge lui-même, le bec est orange et gris, les pattes sont rouges.

## Aire de répartition
L'espèce est présente durant la saison de reproduction dans les régions méditerranéennes de l'Europe de l'Ouest (Espagne, Portugal, sud de la France) et du Maroc à la Tunisie. Elle hiverne en Afrique sub-saharienne.

## Systématique
La Fauvette passerinette faisait anciennement partie du genre Sylvia, mais a depuis été reclassée dans le genre Curruca après que celui-ci a été séparé de Sylvia.
L'espèce était ainsi initialement nommée Sylvia cantillans et son aire de répartition allait du Maroc à la Tunisie et du Portugal à la Turquie. Sur la base d’études génétiques, elle a été divisée en plusieurs espèces distinctes pouvant présenter elles-mêmes plusieurs sous-espèces :
- Fauvette passerinette : 
  - Curruca iberiae, l'espèce-type, présente en Europe (Portugal, Espagne, sud de la France) ;
  - Curruca iberiae inornata, sous-espèce présente au Maghreb (du Maroc à la Tunisie) ;
- Fauvette des Balkans :
  - Curruca cantillans cantillans, sous-espèce présente en Sicile, dans le centre et le sud de l'Italie ;
  - Curruca cantillans albistriata, sous-espèce présente des Balkans à la Turquie ;
- Fauvette de Moltoni : présente aux Baléares, en Corse, Sardaigne, dans le nord de l'Italie.

## Alimentation
La fauvette passerinette se nourrit essentiellement de baies et d'insectes.

## Morphologie
La fauvette passerinette a une envergure de 16 à 20 cm, une taille de 12 à 13 cm et pèse environ 9 à 13 g.

## Habitat
Curruca cantillans habite généralement les haies et les forêts buissonneuses.

## Nidification et œufs
La Fauvette passerinette nidifie dans les buissons, elle pond généralement une à deux fois par saison. Elle pond trois à cinq œufs par nichée. 
Ceux-ci incubent pendant onze à douze jours, une fois les œufs éclos, les oisillons séjournent dix à douze jours au nidjusqu'à leur envol.
Les œufs sont blancs avec des taches noires.

## Divers
Olivier Messiaen a consacré à cet oiseau une composition restée longtemps inédite.